# Jutiapa (Atlántida)
Jutiapa – gmina (municipio) w północnym Hondurasie, w departamencie Atlántida. W 2010 roku zamieszkana była przez ok. 33,8 tys. mieszkańców. Ośrodkiem administracyjnym jest miasteczko Jutiapa.

## Położenie
Gmina położona jest w północno-wschodniej części departamentu. Graniczy z 4 gminami:
- La Ceiba od zachodu,
- Olanchito od południa,
- Balfate od wschodu i północnego wschodu,
- Sonaguera od południowego wschodu.

Od północy obszar ogranicza Morze Karaibskie.

## Miejscowości
Według Narodowego Instytutu Statystycznego Hondurasu w 2001 na terenie gminy położone były następujące miejscowości:

- Jutiapa
- Berlin
- Cantor
- Cefalu
- Ceiba Grande
- Corralitos
- Descombros
- El Aguacate en Linea
- El Cacao
- El Diamante
- El Naranjo
- El Urraco
- El Zapotal
- El Zapote
- Entelina
- Ilamapa
- Jalan
- La Bomba
- Las Marias
- Los Olanchitos
- Nueva Armenia
- Papaloteca
- Piedras Amarillas
- Quebrada Grande
- Roma
- Salitran
- Saltos
- San Ramon
- Sonaguerita
- Subirana
- Tomala

## Demografia
Według danych honduraskiego Narodowego Instytutu Statystycznego na rok 2010 struktura wiekowa i płciowa ludności w gminie przedstawiała się następująco:
| Wiek      | 0–3   | 4–6   | 7–12  | 13–17 | 18–24 | 25–64  | 65+   | razem  |
| Jutiapa   | 4 046 | 2 972 | 5 953 | 4 215 | 4 103 | 11 096 | 1 459 | 33 842 |
| Mężczyźni | 2 007 | 1 487 | 3 009 | 2 155 | 2 155 | 5 437  | 733   | 16 985 |
| Kobiety   | 2 038 | 1 484 | 2 944 | 2 059 | 1 947 | 5 658  | 726   | 16 858 |